# Grumo Appula
Grumo Appula (Gréume in dialetto locale) è un comune italiano di 11 983 abitanti della città metropolitana di Bari in Puglia. Fa parte del Parco nazionale dell'Alta Murgia e ha fatto parte della Comunità montana della Murgia Barese Sud-Est.

## Geografia fisica
Il territorio si estende per circa 81 km² e parte di esso rientra nel parco nazionale dell'Alta Murgia. La pineta comunale Lagopetto è una delle attrazioni del parco nazionale.
Le caratteristiche climatiche e morfologiche consentono la coltivazione di uliveti e vigneti.

## Origini del nome
Il primo elemento del nome della città è di origine incerta: alcuni lo fanno risalire al termine greco drùmon (quercia), altri al latino grumum (agglomerato di case), altri ancora a un termine messapico con lo stesso significato del termine latino (vedasi l'albanese grumbull, mucchio, diminuitivo di un precedente grumb). La seconda parte del nome, che fa riferimento alla regione storica dell'Apulia, è stata aggiunta solo nel 1863 per disambiguare il comune da Grumo Nevano.

## Storia
La città sorse come centro apulo in epoca preromana. Plinio fa, probabilmente, riferimento agli abitanti di Grumo nella "Naturalis Historiae" (105, III) quando, nell'elencare i popoli della Calabria, come allora era chiamata la Puglia, elenca i "Grumbestini" assieme a "Palionenses" di Palo del Colle (Palion) e "Butuntini" di Bitonto (Butuntum). Nel suo territorio si sono rinvenute sepolture italiche e monete greche e romane.
Alla caduta dell'Impero romano d'Occidente entra a far parte del regno ostrogoto, cui si avvicenderanno i bizantini, che restituiranno, seppure per poco, l'Italia all'Impero all'epoca della "restitutio" giustinianea del VI secolo. Solo sfiorata dalla dominazione longobarda, finisce, in seguito, sotto la dominazione normanna, quando il borgo fu compreso nel feudo di Conversano (Bari), passando, poi, verso la metà del XIII secolo, a Goffredo di Montefusco.
Nel 1410 fu venduta da Ladislao di Durazzo a Pietro Busio de Senis. Nel XVI secolo, al tempo di Filippo IV di Spagna, il feudo apparteneva al Regno di Napoli, nel 1600 passò alla famiglia della Tolfa, poi ai Guevara e nel 1631 al marchese spagnolo Antonio Castellar per 56.000 ducati (ne valeva in realtà 85.000). Infine, nel 1715 divenne possedimento dei Caracciolo, prima di essere dichiarata città regia nel 1800.
Era stata fatta una proposta di unire due comuni vicini ad esso, Toritto e Binetto, formando un nuovo comune ma alla fine il progetto venne abbandonato.

### Simboli
Lo stemma è stato riconosciuto con decreto del capo del governo del 12 gennaio 1935 e successivamente concesso con DPR del 19 gennaio 1999.
Nello scudo di foggia sannitica campeggia una quercia nella partizione di sinistra, mentre in quella di destra figurano tre mezzelune, una in campo rosso e due in campo blu: l'interpretazione di queste ultime resta difficoltosa. Sebbene possano essere istintivamente associate agli arabi, che pure per un ventennio, agli inizi dell'XI secolo, tennero Bari e zone limitrofe, va fatto presente che la mezzaluna campeggiava sin da tempi remoti sulle insegne degli eserciti Romani da cui, peraltro, gli stessi arabi ne mutuarono l'uso. In considerazione di questo, le mezzelune che campeggiano sull'arma di Grumo, in mancanza di fonti attendibili, non possono essere, ad oggi, attribuite con certezza all'influenza degli uni o degli altri dominatori succedutisi nei secoli.
Lo scudo è sormontato dalla corona di Città e decorato con gli ornamenti dorati e presenta nella parte inferiore due rami, uno di quercia e uno di ulivo, tenuti insieme da un fiocco tricolore.
Il gonfalone è un drappo troncato semipartito: nel primo, di bianco, nel secondo, di rosso, nel terzo, di azzurro.

### Onorificenze
Nel 2005 riceve il titolo onorifico di Città per mezzo del decreto del presidente della Repubblica e nel 2011 riceve il titolo di "Città Garibaldina".

## Monumenti e luoghi d'interesse

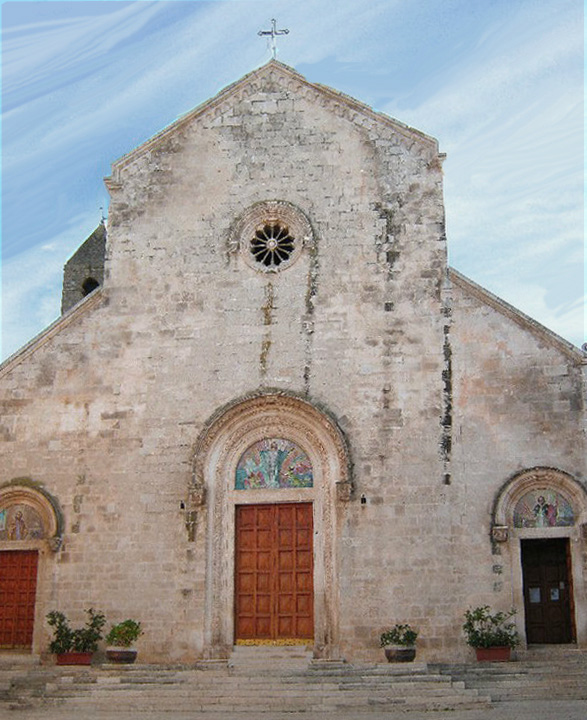
Chiesa Matrice, dedicata alla Santa Vergine Maria Assunta

### Architetture religiose

#### Chiesa di Santa Maria Assunta
Una delle principali architetture religiose di Grumo Appula è la Chiesa matrice dedicata alla Santa Vergine Maria Assunta. Risale al XIII secolo e molto probabilmente fu costruita al posto di un'altra chiesa demolita per cause dovute alle critiche condizioni architettoniche. L'edificio presenta segni dell'architettura romanica-pugliese e ha una pianta a croce greca. Al suo interno giacciono le spoglie del cardinale Francesco Colasuonno morto nel maggio del 2003.

#### Altre chiese

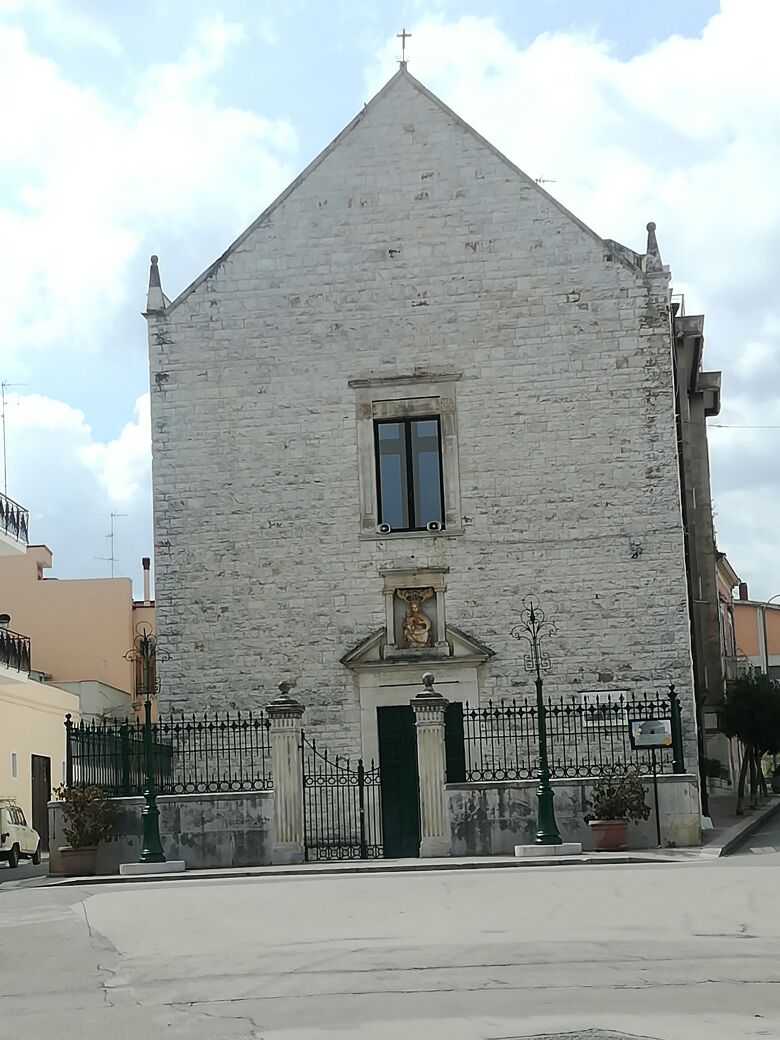
Chiesa di Monteverde

- Chiesa di Maria Santissima delle Grazie;
- Chiesa di Maria Santissima di Mellitto;
- Chiesa di San Rocco (XV secolo);
- Chiesa di San Francesco (XIII secolo);
- Chiesa del Santissimo Rosario (XVII secolo);
- Chiesa di Maria Santissima di Monteverde;
- Chiesa di Sant'Antonio;
- Chiesa di San Lorenzo (XV secolo);
- Chiesa di Sant'Anna;
- Chiesa dell'Immacolata Concezione;
- Chiesa di San Giuseppe.

### Architetture civili

#### I palazzi
- palazzo D'Alessandro (Barocco Pugliese);
- palazzo Scippa;
- palazzo Comunale;
- piazza Vittorio Veneto e piazza Aldo Moro;
- centro storico e centro cittadino.

## Cultura

### Film girati a Grumo Appula
- La stazione, 1990, regia di Sergio Rubini;
- Tutto l'amore che c'è, 2000, regia di Sergio Rubini, film con l'attore barese Michele Venitucci, Teresa Saponangelo e Margherita Buy: ambientato nella Puglia degli anni settanta, la pellicola descrive come l'arrivo di tre ragazze milanesi sconvolga la quiete del paese alterando le abitudini dei ragazzi del posto.

### Eventi

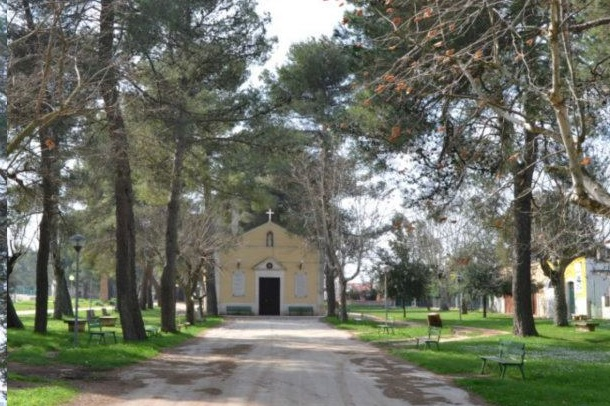
Chiesetta di Mellitto

Di grande importanza a Grumo Appula sono le feste patronali di San Rocco e di Maria di Monteverde che ricorrono rispettivamente nel mese di settembre e maggio.

#### Festa della Madonna di Mellitto
Degna di nota è la festa della Madonna di Mellitto che si svolge in estate. Nei giorni di festa, per le vie del paese, si tiene una processione nella quale sono presenti, oltre che la statua della Madonna di Mellitto, anche carri realizzati con fiori di carta. Questi carri, che raffigurano figure religiose, sono trainati da cavalli. 
Il mattino seguente alla processione in paese, la statua della Madonna e i carri vengono portati, accompagnati da molti fedeli, nella frazione di Mellitto, distante circa 9 km dal centro cittadino.

#### Festival dei Tammurr

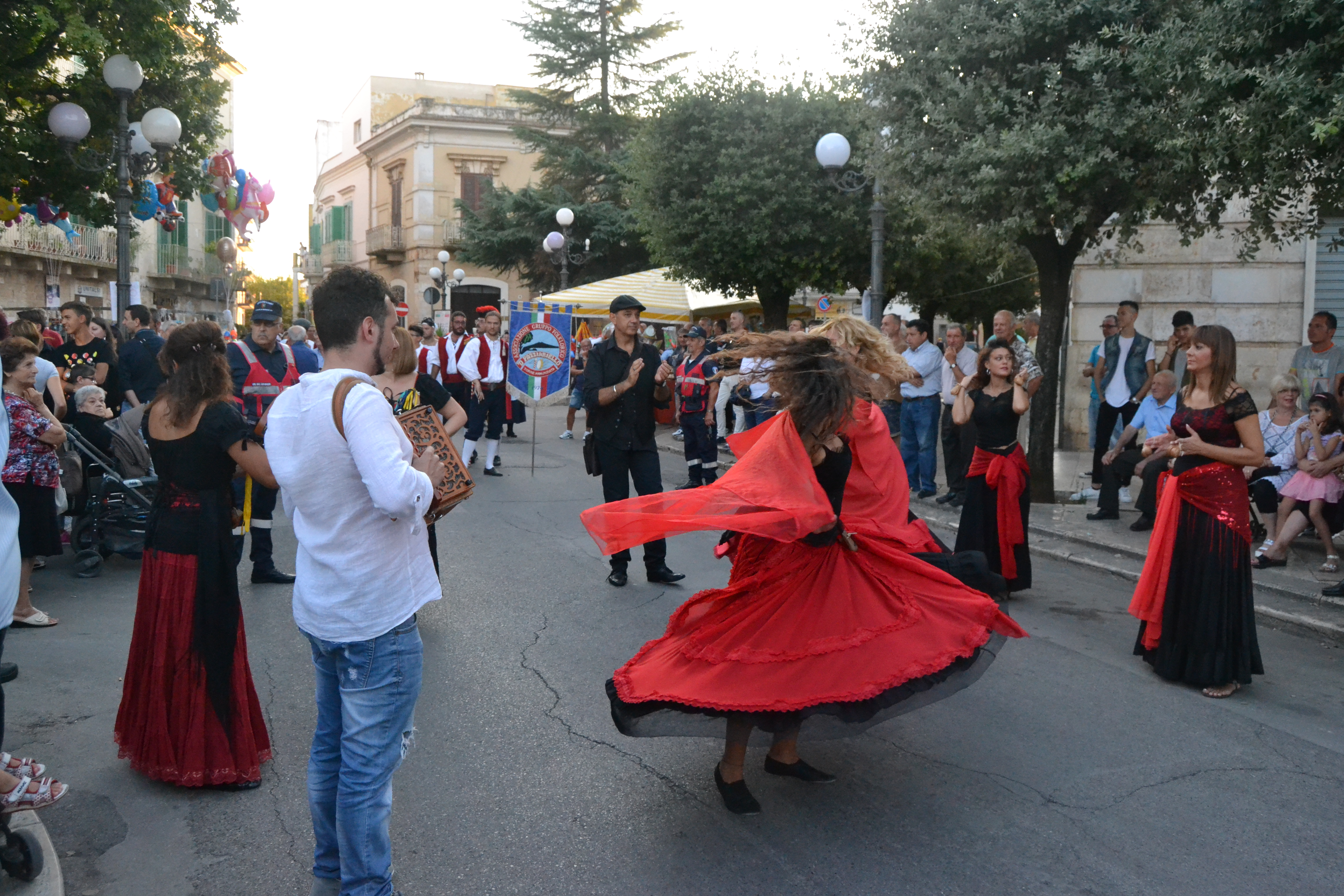
Esibizione di un gruppo folkloristico durante il Festival dei Tammurr

Altra festività importante è il Festival dei Tammurr, nato nel 1969 e che si svolge anch'esso nei mesi estivi. Durante i giorni di festa si esibiscono per il paese vari gruppi folkloristici internazionali assieme alle basse bande, piccoli gruppi di musicisti che di solito aprono le processioni.

#### La notte dei fornai
La notte dei fornai (anche chiamata "Farin ca'tremb") è una tradizione di questua con squadre di suonatori e cantanti che girando per la città al suono di fisarmoniche e chitarre, nella notte tra il 23 e 24 dicembre, portano di casa in casa il suono della "Pastorale" e delle canzoni tipiche natalizie.

#### I Riti della Settimana Santa
I riti si aprono a Grumo con la processione dell’Addolorata, il venerdì di Passione, immagine portata a spalla dai macellai del paese, processione che attraversa le vie della città. Al termine alcuni uomini circa 20, in piazza Cardinale Colasuonno intonano il Canto del venerdì Santo antica nenia interamente in dialetto grumese, che narra la Passione di Cristo.
Il venerdì Santo invece c’è la bellissima e commovente processione dei Misteri, processione composta da 12 simulacri in cartapesta realizzati tra la fine del 1700 e gli inizi del 1900. Significativa è la presentazione spirituale dei singoli Misteri, che avviene all’uscita dalla chiesa Matrice. In Corso Umberto dopo una breve riflessione da parte del parroco, avviene la consegna del Crocifisso nelle mani dell’Addolorata, dov’è tutta la città accorre per vedere questo momento intenso e significativo.

### Scuole
- Scuole primarie: 2 (Scuola elementare G. Devitofrancesco);
- Scuole secondarie di I grado: 2 (Scuola media Giovanni XXIII);
- Scuole secondarie di II grado: 1 (Istituto Tecnico Commerciale "Tommaso Fiore").

## Società

### Evoluzione demografica
Abitanti censiti

### Etnie e minoranze straniere
Gli stranieri residenti nel comune sono 225. Di seguito sono riportati i gruppi più consistenti:
- India, 46
- Romania, 29
- Pakistan, 26
- Albania, 20
- Marocco,1

## Infrastrutture e trasporti

### Strade
- SS96, che, partendo dalla Basilicata, giunge fino a Bari;
- SP 1, che si distacca dalla SS96 e attraversa il centro abitato, passando dalla zona industriale e riallacciandosi nuovamente con la strada statale;
- SP 17, la Grumo - Sannicandro;
- SP 44, la Binetto - Palo;
- SP 71, la Cassano - Grumo;
- SP 228, circonvallazione di Grumo Appula.

### Ferrovie
La città dispone di tre impianti ferroviari:

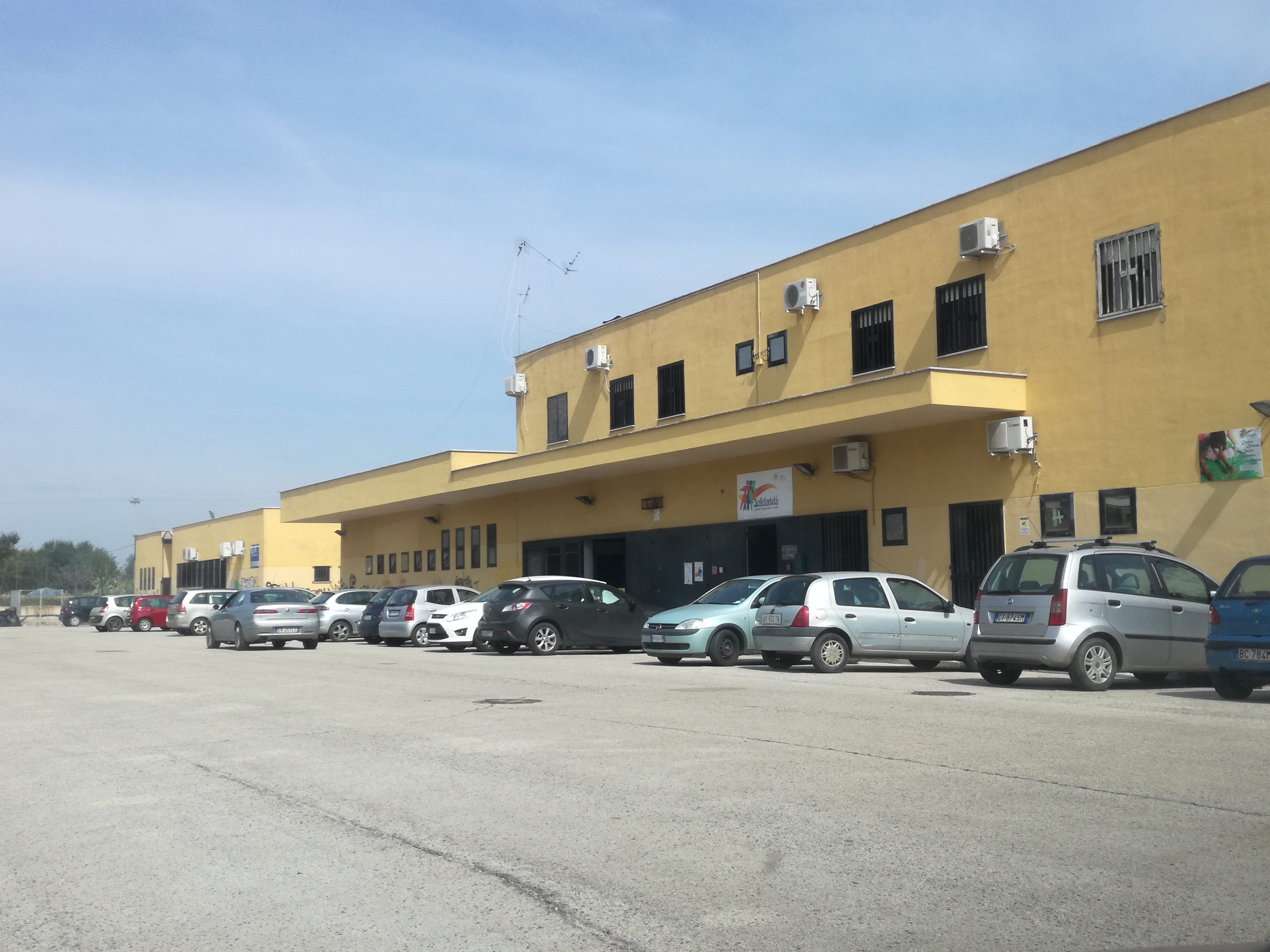
Esterno della Stazione delle Ferrovie dello Stato

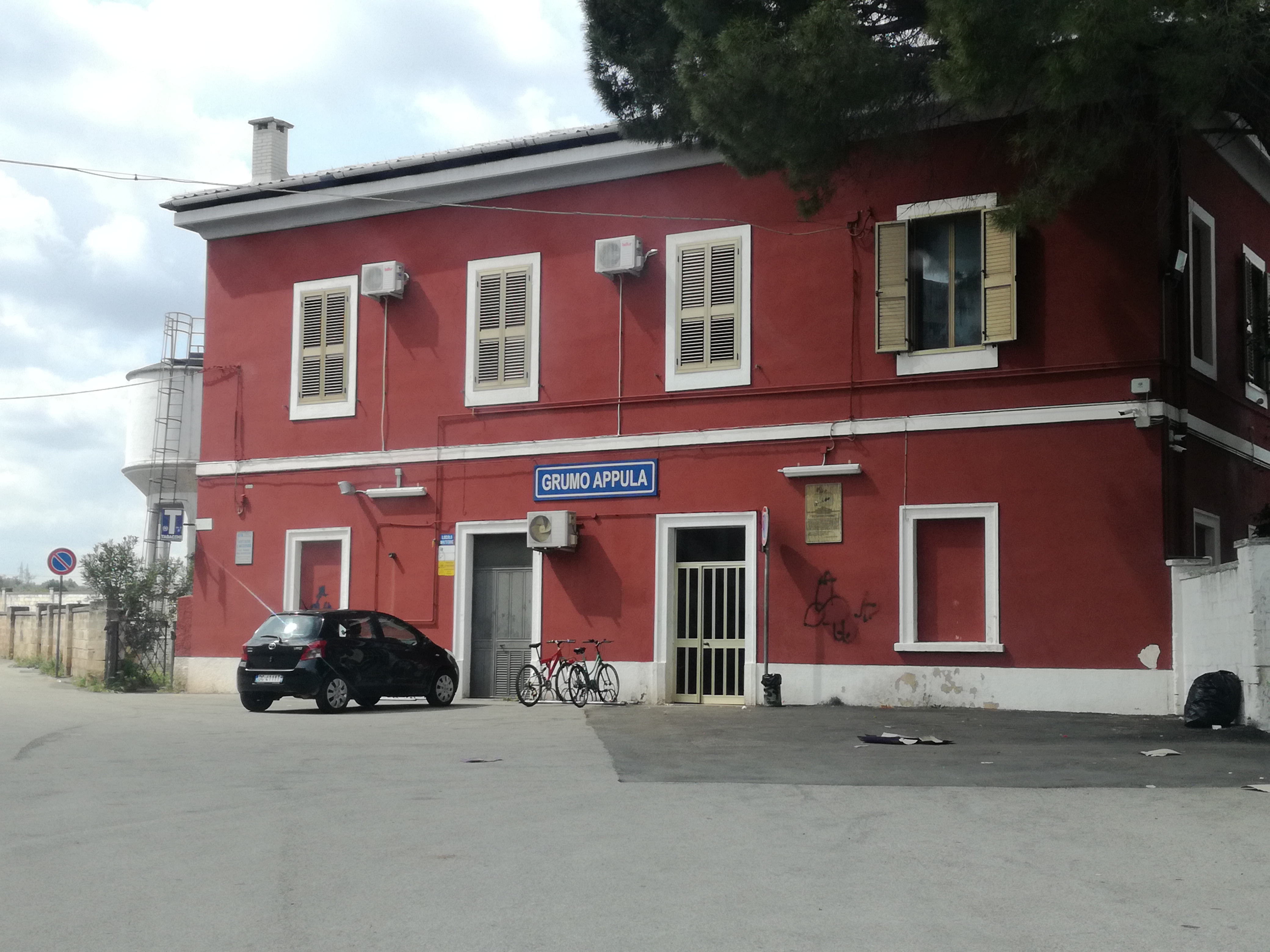
Esterno della stazione delle Ferrovie Appulo Lucane

- Stazione di Grumo Appula (FS) sulla linea Bari-Taranto, gestita dalle Ferrovie dello Stato, che consente i collegamenti con i capoluoghi Bari e Taranto e con altri comuni minori, in particolare Modugno, Bitetto, Acquaviva delle Fonti e Gioia del Colle;
- Stazione di Grumo Appula (FAL) gestita dalle Ferrovie Appulo Lucane (Bari - Matera), che collega Bari a Matera passando attraverso altri comuni minori quali tra questi Altamura, Modugno, Palo del Colle, Binetto e Toritto;
- Stazione di Mellitto gestita dalle Ferrovie Appulo Lucane (Bari - Matera). La stazione è situata nella frazione di Mellitto. La fermata è denominata "Fermata Mellitto".

### Mobilità urbana
Il centro urbano è servito dalle corse di autobus operate dalla FAL e dalla STP Bari.

## Amministrazione
Di seguito è presentata una tabella relativa alle amministrazioni che si sono succedute in questo comune.
| Periodo           | Periodo           | Primo cittadino            | Partito              | Carica              | Note   |
| ----------------- | ----------------- | -------------------------- | -------------------- | ------------------- | ------ |
| 29 settembre 1988 | 15 febbraio 1991  | Pasquale Campanelli        | Democrazia Cristiana | Sindaco             | [ 11 ] |
| 15 febbraio 1991  | 7 giugno 1993     | Vito Vitulli               | Democrazia Cristiana | Sindaco             | [ 11 ] |
| 7 giugno 1993     | 11 giugno 1996    | Rocco Colasuonno           | Democrazia Cristiana | Sindaco             | [ 11 ] |
| 10 luglio 1996    | 18 novembre 1996  | Donato Cafagna             | -                    | Comm. pref.         | [ 11 ] |
| 19 novembre 1996  | 14 maggio 2001    | Nicola Domenico Rutigliano | centro-sinistra      | Sindaco             | [ 11 ] |
| 14 maggio 2001    | 4 febbraio 2005   | Nicola Domenico Rutigliano | centro-sinistra      | Sindaco             | [ 11 ] |
| 9 febbraio 2005   | 5 aprile 2005     | Rosa Maria Padovano        | -                    | Comm. straordinario | [ 11 ] |
| 5 aprile 2005     | 30 marzo 2010     | Vito Panzarino             | Polo per le Libertà  | Sindaco             | [ 11 ] |
| 30 marzo 2010     | 3 giugno 2015     | Michele d'Atri             | lista civica         | Sindaco             | [ 11 ] |
| 3 giugno 2015     | 29 ottobre 2019   | Michele d'Atri             | lista civica         | Sindaco             | [ 11 ] |
| 30 ottobre 2019   | 22 settembre 2020 | Francesco Tarricone        | -                    | Comm. straordinario | [ 11 ] |
| 22 settembre 2020 | in carica         | Michele Antonio Minenna    | lista civica         | Sindaco             | [ 11 ] |

## Sport

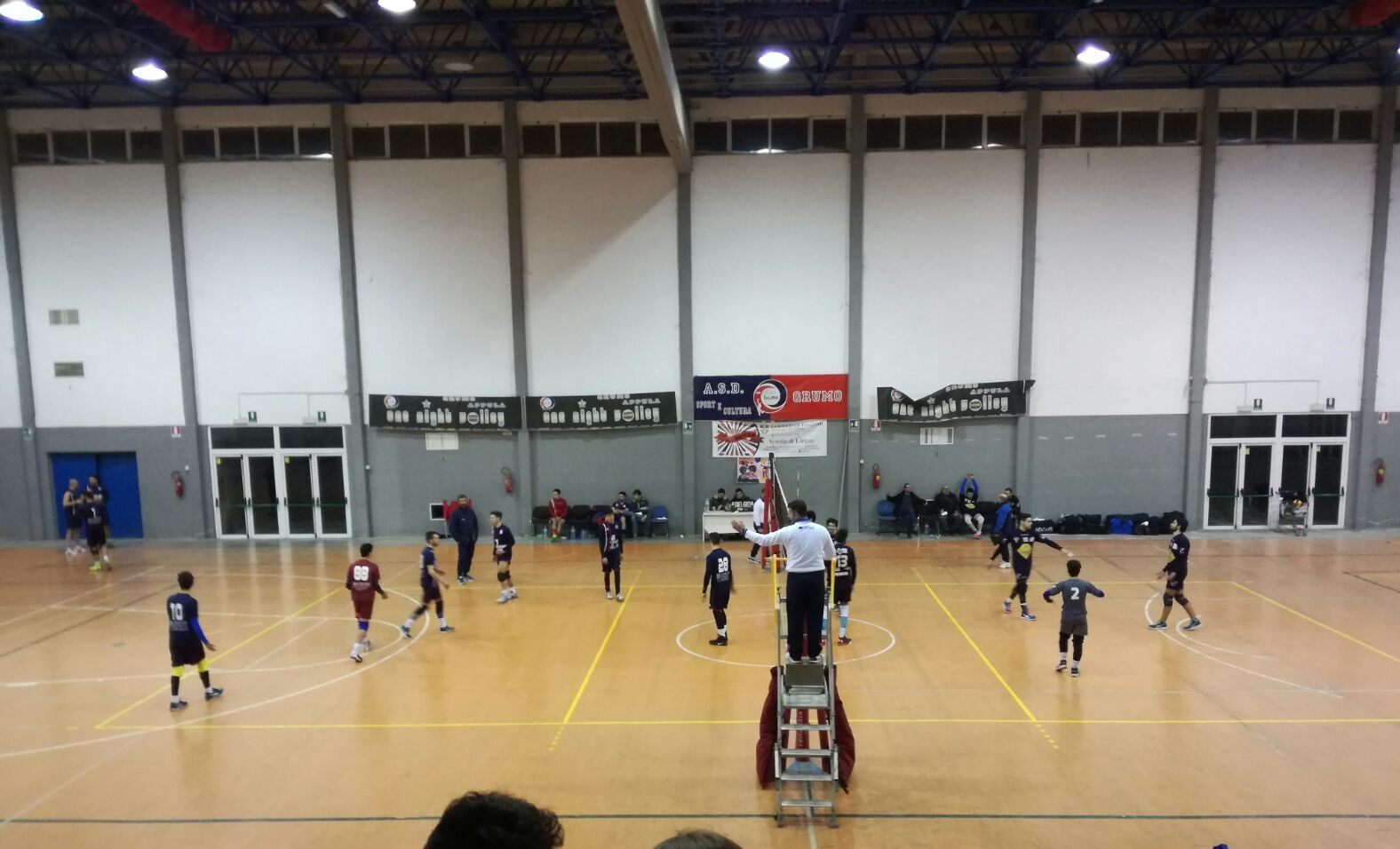
Il palazzetto dello sport Mastrangelo

### Pallavolo
A Grumo Appula si trova la società di pallavolo ASD Sport e Cultura Grumo che dopo la vittoria in Serie D nella stagione 2014/2015, ha militato nella stagione 2015/2016 nel campionato di Serie C maschile. Disputa le gare al Palazzetto dello Sport P. Mastrangelo.

### Calcio
A Grumo ha sede la squadra di calcio dilettantistica, la ASD Grumese 1919, che nella stagione 2022-23, militava nel campionato di Seconda Categoria pugliese (girone A) e gioca le sue partite presso il campo comunale Vito Ventola di Grumo.
I principali impianti sportivi sono:
- Palazzetto dello Sport P. Mastrangelo;
- campo sportivo, situato nei pressi dell'Istituto Tecnico Tommaso Fiore.